# Bentley 8 Litre
O Bentley 8 Litre ou (em português: Bentley 8 Litros) foi um automóvel com um dos maiores motores de veículos produzidos na indústria automobilística, possuía um grande motor de seis cilindros em linha com capacidade para oito litros. Do segmento super-luxuoso foi disponibilizado com opção de personalização pela montadora Bentley, construído nos arredores de Londres na planta de Cricklewood, o modelo foi anunciado em 15 de setembro de 1930, ele também foi o último modelo novo da Bentley antes da falência e venda da empresa para a Rolls-Royce.
Uma versão mais econômica foi anunciada em 15 de maio de 1931, esta denominada Bentley 4 Litre também com motor de seis cilindros em linha.

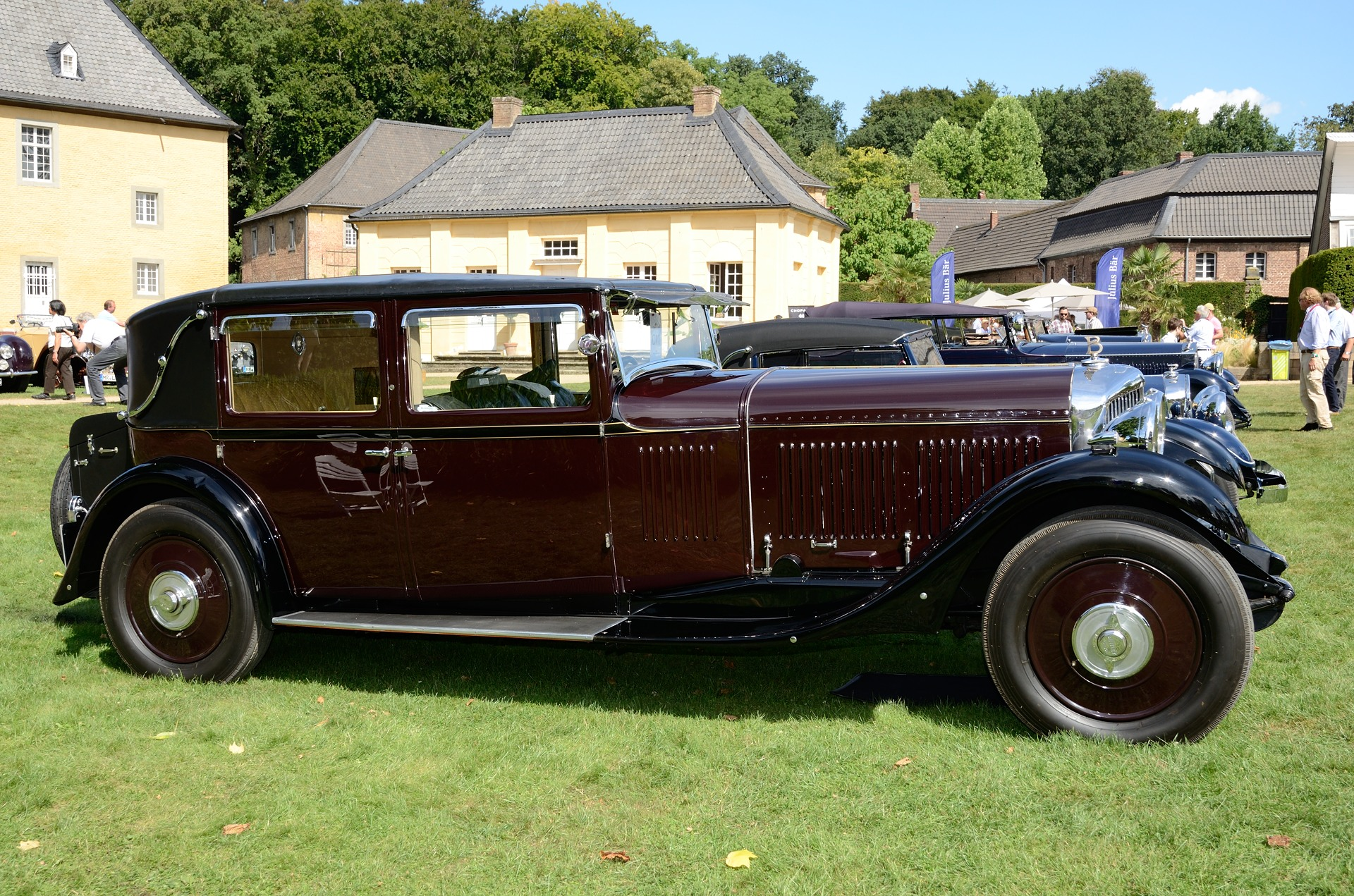
Primeiro 8 Litre produzido com carroceria sedã da Weymann, produzido para o ator Jack Buchanan.
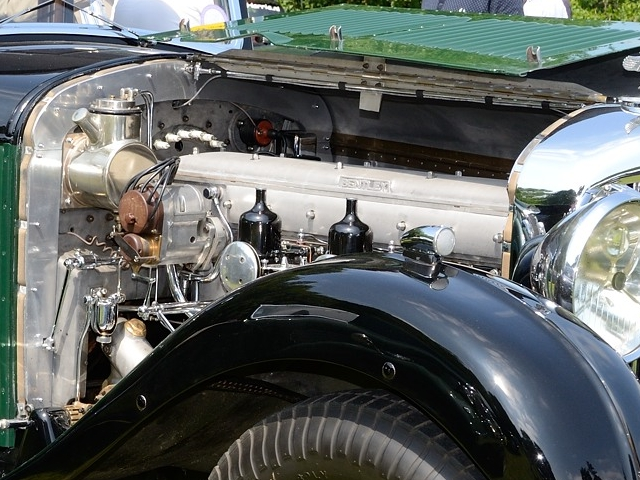
O grande motor de seis litros do modelo